# Bray (Pas-de-Calais)
Bray is een dorp in de Franse gemeente Mont-Saint-Éloi in het departement Pas-de-Calais. Bray ligt in het zuiden van de gemeente, zo'n anderhalve kilometer ten zuiden van het dorpscentrum van Mont-Saint-Éloi en minder dan een kilometer ten zuidoosten van Écoivres. Het gehucht ligt aan de Skarpe.

## Geschiedenis
Oude vermeldingen van de plaats dateren uit de 13de eeuw als Brai en Braium. Bray was een bijkerk van Écoivres.
Op het eind van het ancien régime werd Bray een gemeente. In 1816 werd de gemeente Bray (59 inwoners in 1806) al opgeheven en aangehecht bij Écoivres (233 inwoners in 1806). In 1821 werd ook Écoivres opgeheven en samen met Bray bij Mont-Saint-Éloi gevoegd.